# Oweniasuchus
Oweniasuchus — вимерлий рід гоніофолідід мезоевкрокодилових. Останки були знайдені в Англії та Португалії, які мають крейдяний вік.
Типовим видом Oweniasuchus є O. major з групи Верхній Пурбек ранньої крейди в Беклзі, Англія. Він відомий з нижньощелепної гілки, яка була вперше описана Річардом Оуеном як Brachydectes minor у 1879 році. Оскільки родова назва Brachydectes була зайнята земноводними з карбону Brachydectes, Артур Сміт Вудворд у 1885 році відніс цей вид до нового роду Oweniasuchus разом з іншим видом, B. minor, також описаним Оуеном на основі матеріалів Beccles. Нещодавно O. major вважався nomen dubium, оскільки голотипний зразок (BMNH 48304) надто фрагментарний, щоб поставити адекватний діагноз. З тих пір O. minor вважається синонімом атопозавриди Theriosuchus pusillus. Два інші види, O. lusitanicus і O. pulchelus, відомі з пізньої крейди Португалії.